# Zierenberg
Zierenberg är en stad i Landkreis Kassel i Regierungsbezirk Kassel i förbundslandet Hessen i Tyskland.
Den tidigare kommunen Laar uppgick i Zierenberg 1 december 1970 följt av Escheberg och Hohenborn 31 december 1970 samt Burghasungen, Oberelsungen och Oelshausen 1 februari 1971.